# Cisaprid
Cisaprid je gastroprokinetički agens, lek koji povećava motilnost gornjeg gastrointestinalnog trakta. On deluje kao agonist serotoninskog 5-4 receptora i indirektno kao parasimpatomimetik. Stimulacija serotoninskih receptora povećava otpuštanje acetilholina u enterički nervni sistem. On je u prodaji pod imenima Prepulsid i Propulsid. Ovaj lek je razvila kompanija Janssen Pharmaceutica 1980-ih godina. U mnogim zemljama je povučen sa tržišta, ili je u prodaji za ograničeni broj indikacija, zbog nuspojava.

## Farmakoterapijska grupa i delovanje
Cisaprid je gastrointestinalno prokinetičko sredstvo - propulziv. On povećava oslobađanje acetilholina u probavnom traktu. Time ubrzava i normalizuje peristaltiku probavnih organa te sprečava zastoj i refluks sadržaja probavnih organa. Od sličnih se lekova razlikuje po tome da ne inhibira dopaminske receptore i neposredno ne podstiče holinergičke receptore.

## Farmakokinetički podaci
Veći deo cisaprida se veže na plazmatske belančevine, prvenstveno na albumine. Metabolizuje se pretežno pomoću jetrenih enzima citohroma P-450.

## Terapijske indikacije
- Lečenje teške upale jednjaka i s njome povezanih tegoba,
- lečenje teških oblika dokazane gastropareze, kada drugi lekovi nisu djelotvorni, npr. pri dijabetičkoj neuropatiji,
- lečenje dokazane patološke regurgitacije u dece, kada mere kao što su pravilan položaj deteta i dijeta nemaju zadovoljavajući učinak.

## Kontraindikacije
- Preosetljivost na cisaprid ili druge sastojke leka.
- Cisaprid se ne sme uzimati istovremeno s lekovima koji koče delovanje enzima citokrom P-450 3A4, kao što su: azolni antimikotici, makrolidni antibiotici, inhibitori proteaze virusa HIV i nefazodon.
- Cisaprid se ne sme uzimati ukoliko je u EKG-u produžen QT-interval. To je retki poremećaj srčanog provođenja koji može biti urođen ili da nastane npr. zbog šećerne bolesti, zbog istovremenog lečenja nekim lekovima ili iz nepoznatog uzroka. Cisaprid se ne sme uzimati istovremeno s tim lekovima u slučaju smanjene serumske koncentracije kalijuma ili magnezijuma ili vrlo sporog srčanog ritma.
- Uzimanje cisaprida se ne preporučuje bolesnicima kojima su bliži rođaci s urođenim oblikom produženoga QT-intervala.
- Nedonoščad, rođena pre 36. nedelje trudnoće, ne smeju prva tri meseca nakon rođenja da dobijaju cisaprid.

## Mere opreza
Važno je da je lekar upoznat s ozbiljnim bolestima od kojih boluje pacijent i njegovi bliži rođaci. Oprez je potreban kod bolesnika kojima bi povećani motilitet probavnih organa mogao štetiti. Pri smanjenoj bubrežnoj i jetrenoj funkciji preporučuje se smanjivanje dnevne doze na polovinu. Kod starijih osoba su plazmatske koncentracije cisaprida nešto veće zbog njegovog produženog vremena polueliminacije. Početna je doza uobičajena, a kasnije se prilagođava u zavisnosti od lekovitog učinka ili mogućih nuspojava.
Upotrebu cisaprida treba da izbjegavaju bolesnici u kojih postoji povećana opasnost od pojave srčane aritmije. Takvim bolesnicima treba pre početka lečenja cisapridom provjeriti EKG, koncentraciju elektrolita u serumu (kalijuma i magnezijuma) i rad bubrega, pažljivo proceniti rizik i razmotriti odnos koristi lečenja i mogućeg rizika. Takve bolesnike treba tokom lečenja brižno nadzirati. To su bolesnici sa sljedećim bolestima ili sumnjom na nje:
- bolesnici s povećanim rizikom od poremećaja elektrolitske ravnoteže (npr. zbog uzimanja dijuretika ili insulina pri akutnom pogoršanju, ili pri jakom povraćanju i prolivu);
- bolesnici s teškim oštećenjem bubrežne funkcije, posebno ako im je redovno potrebna dijaliza;
- bolesnici sa značajnom hroničnom opstruktivnom plućnom bolešću ili sa slabljenjem plućne funkcije;
- bolesnici sa značajnom srčanom bolešću u anamnezi (ozbiljna ventrikularna aritmija, atrioventrikularni blok II. ili III. stupnja, nepravilan rad sinusnog čvora, kongestivna srčana insuficijencija, ishemička bolest srca) i bolesnici sa iznenadnom smrti u porodičnoj anamnezi.

Bolesnici sa QT-intervalom dužim od 450 ms i bolesnici sa nekorigiranim poremećajem elektrolita ne smeju uzimati cisaprid.

### Interakcije lekova
Cisaprid se pretežito metabolizuje pomoću grupe enzima citohrom P450 3A4. Lekovi koji znatno inhibiraju te enzime mogu povećati plazmatsku koncentraciju cisaprida i prouzrokovati produženje QT-intervala u EKG-u te povećati opasnost od nastanka srčanih aritmija. Istovremeno oralno ili intravensko uzimanje tih lekova i cisaprida je kontraindicirano. Takvi lekovi su:
- azolni antimikotici (npr. ketokonazol, itrakonazol, flukonazol, mikonazol)
- makrolidni antibiotici (npr. eritromicin, klaritromicin, troleandomicin)
- inhibitori proteaze virusa HIV (npr. ritonavir ili indinavir su snažni inhibitori enzima citohrom P450 3A4, dok je sakvinavir samo slab inhibitor)
- nefazodon.

Tokom lečenja cisapridom kontraindicirano je uzimanje lekova koji u EKG-u mogu produžiti QT-interval. Takvi lekovi su:
- neki antiaritmici iz klase IA (npr. kinidin, disopiramid, prokainamid) i klase III (npr. amjodaron, sotalol)
- triciklični antidepresivi (npr. amitriptilin, maprotilin)
- neki antipsihotički lekovi (npr. fenotiazini, pimozid i sertindol)
- neki antihistaminici (npr. astemizol i terfenadin)
- bepridil, halofantrin i sparfloksacin.

Tojekom lečenja cisapridom ne sme se piti sok od grejpfruta, budući da povećava bioraspoloživost i plazmatsku koncentraciju cisaprida.
Cimetidin i ranitidin povećavaju apsorpciju cisaprida iz probavnih organa, a opioidi smanjuju njegovu delotvornost.
Ubrzano pražnjenje želuca pomoću cisaprida može uticati na apsorpciju lekova (npr. benzodiazepina, antikoagulacijskih sredstava i paracetamola: apsorpcija iz želuca može biti smanjena, a iz tankog crejeva pospešena.
Vreme koagulacije može biti produženo kod bolesnika koji uzimaju antikoagulanse. Za prilagođavanje doze antikoagulansa preporučuje se kontrolisanje protrombinskog vremena nedelju dana nakon početka i nedelju dana nakon završetka lečenja cisapridom.
Antiholinergički lekovi mogu kočiti učinke cisaprida na motilitet probavnih organa.
Budući da cisaprid može pospješiti apsorpciju depresora nervnog sistema, kao što su npr. barbiturati ili alkohol, pri uzimanju istih potreban je oprez.

## Literatura
1. ↑  „Medline Plus”.

## Spoljašnje veze
- Arhivirani natpis leka

|  | Molimo Vas, obratite pažnju na važno upozorenje u vezi sa temama iz oblasti medicine (zdravlja). |